# Pilatus PC-24
El Pilatus PC-24 es un avión de negocios bimotor, desarrollado por el fabricante aeronáutico suizo Pilatus Aircraft.

## Diseño y desarrollo

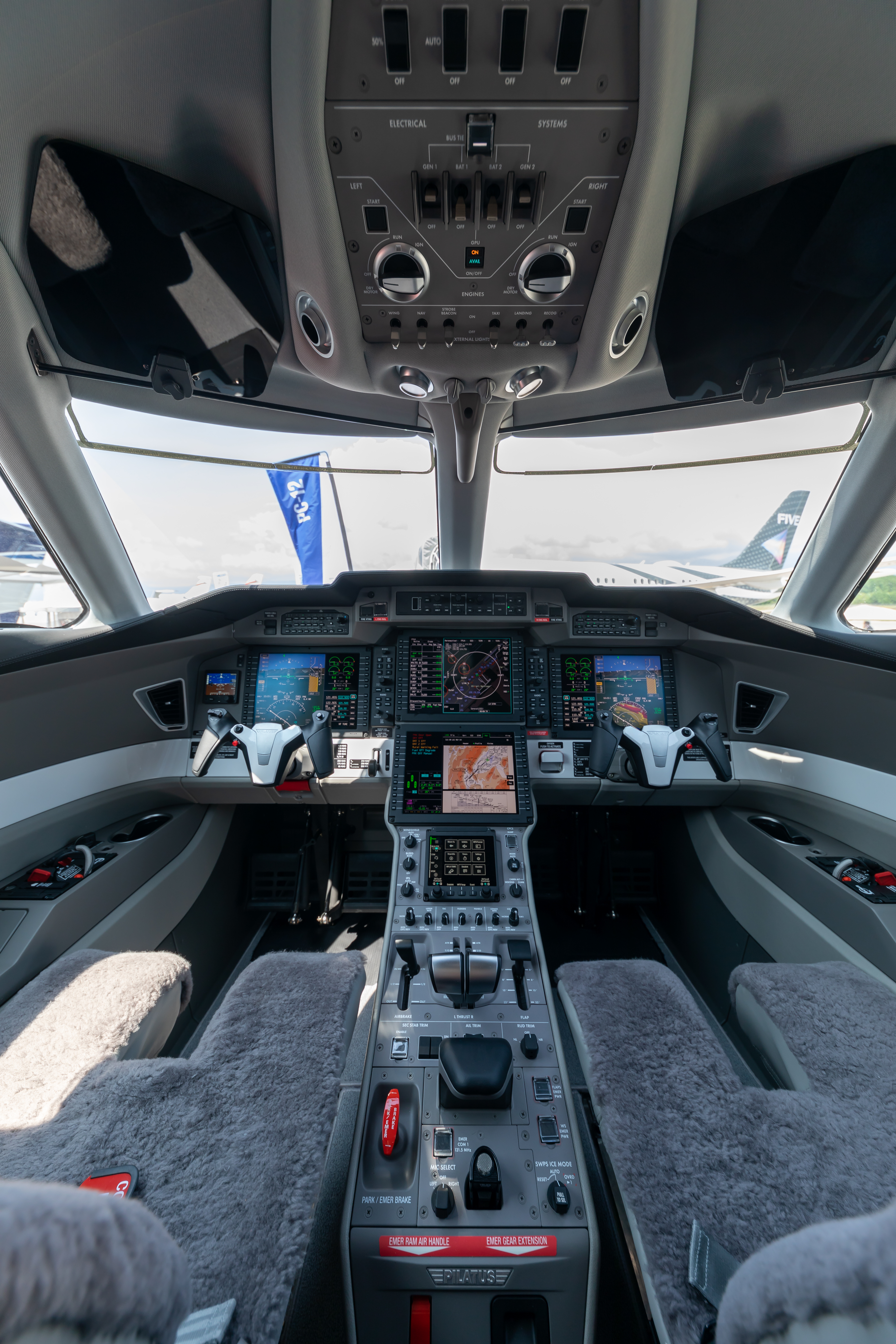
Cabina de mando

El PC-24 se presentó al público general durante el European Business Aviation Convention & Exhibition (EBACE) celebrado en Ginebra (Suiza) el 21 de mayo de 2013. Está previsto que realice su primer vuelo a finales del año 2014, y que entre en servicio en el año 2017, a un precio de venta de 9 millones de dólares.
Está previsto que esta aeronave tenga una autonomía de vuelo de 3300 km a una velocidad de crucero de 786 km/h, siendo capaz de transportar a un total de 6 personas. Está previsto que su planta motriz la compongan dos motores Williams FJ44-4A, y que esté equipado con una compuerta de carga de gran tamaño, así como un compartimento de carga presurizado. También está previsto que el PC-24 pueda operar desde pistas de aterrizaje sin asfaltar.

## Componentes

### Electrónica
| Sistema                               | País                      | Fabricante | Notas           |
| ------------------------------------- | ------------------------- | ---------- | --------------- |
| Sistema integrado modular de aviónica | Bandera de Estados Unidos | Honeywell  | Primus Epic 2.0 |
| TAWS                                  | Bandera de Estados Unidos | Honeywell  | EGPWS           |
| RAAS                                  | Bandera de Estados Unidos | Honeywell  | EGPWS           |
| SmartLanding                          | Bandera de Estados Unidos | Honeywell  | EGPWS           |
| SmartRunway                           | Bandera de Estados Unidos | Honeywell  | EGPWS           |

## Operadores

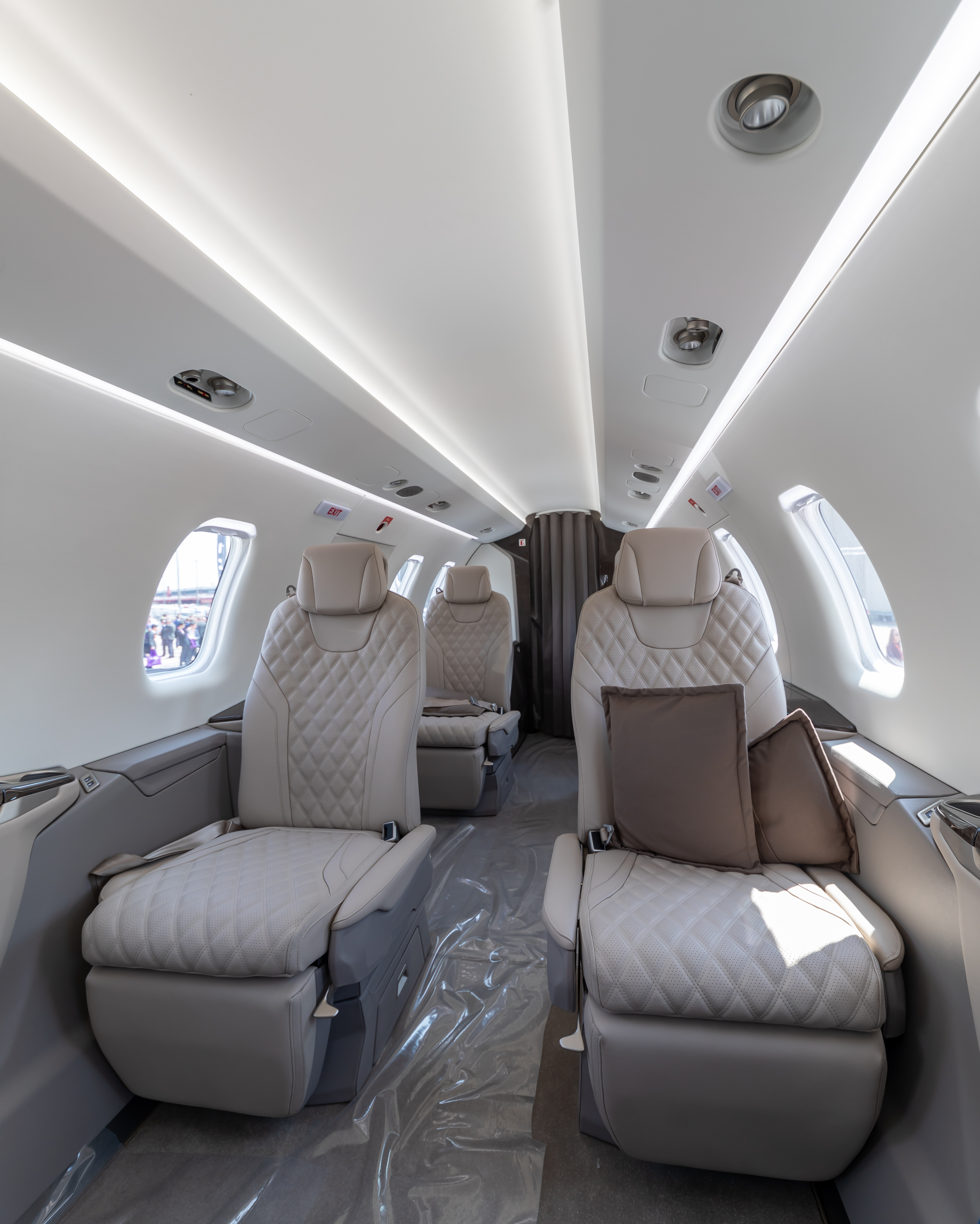
Cabina

- RFDS Australia: 1
- 🇦🇷  AERONAUTICA  SANTA CRUZ

### Aeronaves similares
- Embraer Phenom 300
- Cessna Citation CJ4